# Friedrich Rzesnitzek
Friedrich Wilhelm Rzesnitzek (* 11. Februar 1904 in Frankfurt (Oder); † 30. Juni 1978 in Ost-Berlin) war ein deutscher Finanzökonom und Hochschullehrer.

## Leben und Werk
Nach dem Schulbesuch studierte Friedrich Rzesnitzek und promovierte zum Dr. rer. pol. Er wurde 1950 Universitätslehrbeauftragter in Halle und Leipzig und 1952 an der Universität Leipzig mit der Wahrnehmung einer Professur mit vollem Lehrauftrag beauftragt. An der Wirtschaftswissenschaftlichen Fakultät der Martin-Luther-Universität Halle-Wittenberg habilitierte er sich 1955. Danach wurde er 1956 Direktor des Instituts für Finanzökonomie und 1961 Professor mit Lehrstuhl an der Wirtschaftswissenschaftlichen Fakultät der Martin-Luther-Universität Halle-Wittenberg.

## Schriften (Auswahl)
- Zur Theorie des Kapitalexports. Berlin 1928.
- Die Finanzierung des Staatshaushaltes durch Steuern. Halle/S. 1955.
- Theorie und Entwicklung der Staatseinnahmen in der Deutschen Demokratischen Republik. Berlin 1959.
- (mit Rolf Lohse): Die Haushalts- und Finanzwirtschaft der örtlichen Staatsorgane in den Gemeinden, Städten und Kreisen. Halle/S. 1967.
- Der Staatshaushalt der Deutschen Demokratischen Republik. Berlin 1968.

## Ehrungen
- 1964: Johannes-R.-Becher-Medaille in Gold